# Francesco Giuliari
Francesco Giuliari (Vicenza, 27 agosto 1948) è un politico italiano.

## Biografia
Consigliere comunale a Vicenza nel 1970, nel 1976 è stato eletto deputato con la Democrazia Cristiana nella VII legislatura, restando in carica fino al 1979. Consigliere politico del Ministro dell’Interno Virginio Rognoni e capo di gabinetto del Commissariato per le zone terremotate dell'Irpinia. 
In seguito aderisce ai Verdi, con cui diventa consigliere comunale a Vicenza nel 1990 e poi nel 1992 è rieletto alla Camera dei deputati; rimane in carica fino al 1994. 
Nel 1998 ha fondato l'Unione Popolare Democratica a Vicenza. Dal 1992 al 2006 è stato consigliere e assessore agli interventi sociali al comune di Caldogno.